# Karl Friedrich Hermann
Karl Friedrich Hermann, född 4 augusti 1804 i Frankfurt am Main, död 31 december 1855 i Göttingen, var en tysk filolog.
Hermann blev 1832 professor i filologi vid Marburgs universitet och 1842 i filologi och arkeologi vid Göttingens universitet. Han var en av de grundligaste kännarna av den klassiska litteraturen och historien samt lämnade viktiga bidrag till kunskapen om de klassiska folkens liv.